# Autobahn Qinzhou–Dongxing
Die Autobahn Qinzhou–Dongxing oder Qindong-Autobahn (chinesisch 钦东高速公路, Pinyin Qīndōng gāosù gōnglù, englisch Qindong Expressway), chin. Abk. G7511, ist eine im Bau befindliche regionale Autobahn im Autonomen Gebiet Guangxi im Süden Chinas. Die 33 km lange Autobahn beginnt an der Autobahn G75 bei Qinzhou und führt in südwestlicher Richtung über Fangchenggang nach Dongxing an der Grenze zu Vietnam.